# Bendada
Bendada é uma povoação portuguesa sede da Freguesia de Bendada do Município de Sabugal, freguesia com 36,04 km² de área e 473 habitantes (censo de 2021), tendo, por isso, uma densidade populacional de 13,1 hab./km².

## História
A formação da Bendada como aglomerado urbano pode ter tido origem num povoado lusitano, o que faz recuar a génese desta aldeia aos séculos V ou VI.
Ainda hoje são visíveis no alto da serra da Senhora do Castelo alguns vestígios dos que se crê ter sido um aldeamento Lusitano. Inclusivamente, a capela de Nossa Senhora do Castelo está ainda envolta numa construção granítica em semicírculo, cuja origem se desconhece, mas que pode também ela ter servido de edificação central (e principal) de uma zona muralhada que envolvia todo o alto da serra. Uma observação mais atenta da zona mais elevada da serra, a uma cota entre os 800 e os 900 metros de altitude, permite constatar a existência de amontoados de pedras em vários locais que poderiam perfeitamente ter sido o suporte de uma muralha.
São antigas as referências históricas às manifestações culturais da Bendada.
Trata-se de uma aldeia com profundas raízes nas áreas da música, do teatro de revista, do folclore e dos cânticos religiosos. Não é fácil atestar por escrito esta evidência, sendo que o primeiro documento de que há conhecimento sobre a fundação da Banda Filarmónica da Bendada, data de 28 de agosto de 1881, e é assinado por João d’Oliveira, António Nunes da Fonseca Faria e José d’Andrade. O instrumental teria sido então oferecido pela família Cunha. 
Há referências a um grupo musical anterior à fundação da Banda Filarmónica (que remonta ao início da década de 70 do século XIX), fomentado tanto pela família Cunha como pela família Pereira de Castro, duas das famílias mais abastadas da aldeia à época. Teria sido inicialmente uma tuna, que depois viria então a derivar para a constituição formal de uma Banda Filarmónica.
Só por esta instituição, que em 2015 comemorou os 145 anos de existência, passaram muitas centenas de bendadenses, gerações após gerações, que acabaram por disseminar o gosto pela música praticamente em todos os habitantes da aldeia.

## Demografia
A população registada nos censos foi:
| Distribuição da População por Grupos Etários | Distribuição da População por Grupos Etários | Distribuição da População por Grupos Etários | Distribuição da População por Grupos Etários | Distribuição da População por Grupos Etários |
| -------------------------------------------- | -------------------------------------------- | -------------------------------------------- | -------------------------------------------- | -------------------------------------------- |
| Ano                                          | 0-14 Anos                                    | 15-24 Anos                                   | 25-64 Anos                                   | > 65 Anos                                    |
| 2001                                         | 64                                           | 90                                           | 299                                          | 224                                          |
| 2011                                         | 42                                           | 49                                           | 265                                          | 224                                          |
| 2021                                         | 20                                           | 31                                           | 211                                          | 211                                          |

## Povoações da freguesia
- Bendada
- Quinta do Monteiro
- Quinta da Ribeira
- Quinta do Ribeiro
- Quintas de Santo António
- Rebelhos
- Trigais

## Património edificado
Do património religioso da freguesia destacam-se:
- Igreja Matriz de invocação a Santa Luzia
- Capela de Nossa Senhora do Castelo situada num ponto elevado da freguesia o que proporciona uma bela vista sobre a Serra da Gardunha
- Capela de São Sebastião
- Capela de Nossa Senhora da Saúde
- Capela de Santo António situada nas Quintas de Santo António
- Capela de invocação a Nossa Senhora da Paz nos Trigais
- Capela de Nossa Senhora da Saúde em Rebelhos
- Cruzeiro de Bendada

Quanto a outros tipos de património, destacam-se:
- Fontes
- Solar da Mesquita
- Fornos comunitários

## Festas e Romarias
- Santo Antão- na Bendada, domingo de Pascoela.
- Nossa Senhora do Castelo- na Bendada, 15 de agosto
- Santo António- nas Quintas de Santo António, agosto
- Nossa Senhora da Paz- nos Trigais, agosto
- Nossa Senhora da Saúde- em Rebelhos, agosto
- Santa Luzia- na Bendada, 12 de dezembro